# AIM-152 AAAM

上がヒューズ/レイセオン/マクダネルダグラス、下がGD/ウェスティングハウスの概念図

AIM-152 AAAMはアメリカ合衆国によって開発された長距離空対空ミサイル。計画は開発段階が完了したものの、冷戦の終結とソビエト連邦の崩壊に伴い超音速爆撃機の脅威が低減した事により、アメリカ海軍によって配備されなかった。

## 概要

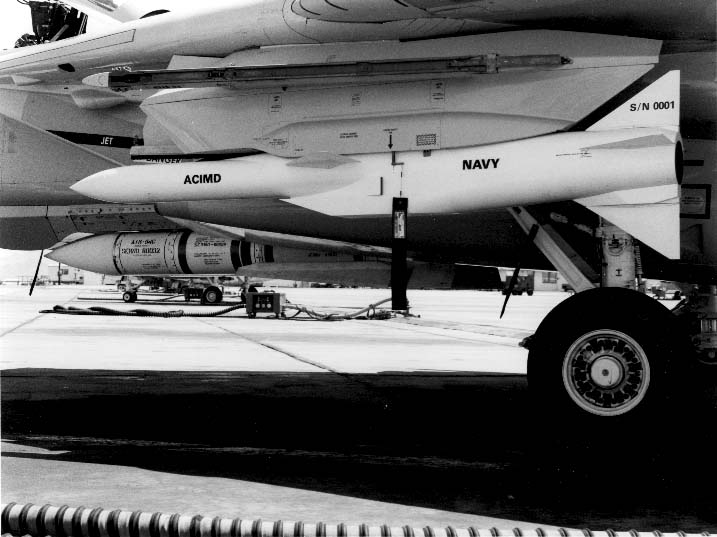
NWC チャイナレイクでF-14に懸架されたACIMD実証機

AIM-152は元はAIM-54 フェニックスを置き換える目的のアメリカ海軍の先進的な空対空ミサイルの要請だった。1980年代半ば以降にフェニックスはもはや最先端ではなく、海軍はソビエトのTu-22M バックファイヤとTu-160 ブラックジャックと長距離超音速爆撃機へ対抗するための長距離ミサイルを求めた。目標はフェニックスよりも小型軽量で同等かそれ以上の射程とマッハ3以上での飛行速度の兵器を開発する事だった。
ミサイルのための複数のシステムが検討され、チャイナレイク海軍兵器センターによって1980年代初頭に先進汎用迎撃ミサイル実証計画(ACIMD)の一環として既に評価されていた。ACIMDミサイルは製造されたが、計画が中止された事で飛行しなかった。1987年にヒューズ/レイセオンとジェネラル・ダイナミクス/ウェスティングハウスがAIM-152の競争設計に選定された。
ヒューズ/レイセオンの設計は大部分を高速用のハイブリッドラムジェット/固体ロケットエンジンを備えたACIMDミサイルを原型とした。ミサイルは後年AIM-120 AMRAAMに取り入れられたアクティブレーダーホーミングによる最終誘導を備えた慣性誘導を使用する予定だった。標的にミサイルの接近を警戒されるいかなる放射も伴わない赤外線最終誘導追尾も同様に計画された。
GD/ウェスティングハウスの設計は複数のパルス式の純粋な固体燃料ロケットエンジンを備えた幾分小型のものだった。同様に慣性誘導装置を備えていたが、中間でデュアルバンドセミアクティブレーダーでアップデートした。最終誘導は予備の赤外線追尾装置を備えた電子光学センサーだった。セミアクティブレーダーホーミングでは発射する航空機は飛行中に常に標的をレーダーで照射し続けなければならず、それは敵へ向かって飛行しなければならず、そのため大きな危険に晒す事を意味した。GD/ウェスティングハウスはこれを避けるためにミサイルが標的へ向かっている間に反転してからも照射を続けられるように前部と後部の両方から標的を照射できるレーダー照射ポッドを航空機に備えた。
ソビエト連邦の崩壊によりロシアの爆撃機の効果的な脅威は終了してそれ以降は以前の脅威に当てはまる国は無くAAAMは対抗する敵がなくなり不要になった。計画は2機の試作機であるYAIM-152Aが受領されて間もなく1992年に中止された。
フェニックスミサイルがアメリカ海軍から引退したことでアメリカ海軍の長距離空対空能力は失われ、関連して代わりに中射程のAIM-120 AMRAAMがその役割を担うことになった。長射程仕様のAMRAAMはこの能力の一部を復活するために開発中である。

## 仕様
（注:YAIM-152Aミサイルは製造されず、結果としてどの仕様も推定値である）
ヒューズ/レイセオン
- 全長 : 3.66 m (12 ft)
- 直径 : 231 mm (9 in)
- 重量 : Less than 300 kg (660 lb)
- 速度 : Mach 3+
- 射程 : 185 km+ (115 miles) (100 nm)
- 推進 : ロケット/ラムジェットエンジン
- 弾頭 : 14 から23 kg (30 to 50 lb) 破片炸裂

GD/ウェスティングハウス
- 全長 : 3.66 m (12 ft)
- 直径 : 140 mm (5.5 in)
- 重量 : 172 kg (380 lb)
- 速度 : マッハ 3+
- 射程 : > 185 km (100 nm) (115 miles)
- 推進 : 複数パルス 固体燃料ロケット
- 弾頭 : 14 から 23 kg (30 to 50 lb) 破片炸裂